# Tessellarctia mercedes
Tessellarctia mercedes là một loài bướm đêm thuộc phân họ Arctiinae, họ Erebidae.